# Rabiye Kurnaz gegen George W. Bush
Rabiye Kurnaz gegen George W. Bush (internationaler Titel: Rabiye Kurnaz vs. George W. Bush) ist ein deutsch-französischer Spielfilm des Regisseurs Andreas Dresen, der im Februar 2022 auf der Berlinale seine Weltpremiere feierte. In dem Drama geht es um die rechtswidrige Inhaftierung von Murat Kurnaz im Gefangenenlager der Guantanamo Bay Naval Base und den Rechtsstreit seiner Mutter um dessen Freilassung. Der Film startete am 28. April 2022 in den deutschen Kinos und war am 11. September 2024 bei Arte erstmals im Fernsehen zu sehen.

## Handlung
Der Film erzählt die Geschichte der Bremer Hausfrau Rabiye Kurnaz, deren Sohn von den Vereinigten Staaten in Pakistan inhaftiert und schließlich in der Guantanamo Bay Naval Base gefangen gehalten wurde. Die temperamentvolle Deutsch-Türkin kämpfte mit dem eher reservierten Menschenrechtsanwalt Bernhard Docke vor dem Obersten Gerichtshof der USA um dessen Freilassung.

## Produktion

### Filmstab und Besetzung

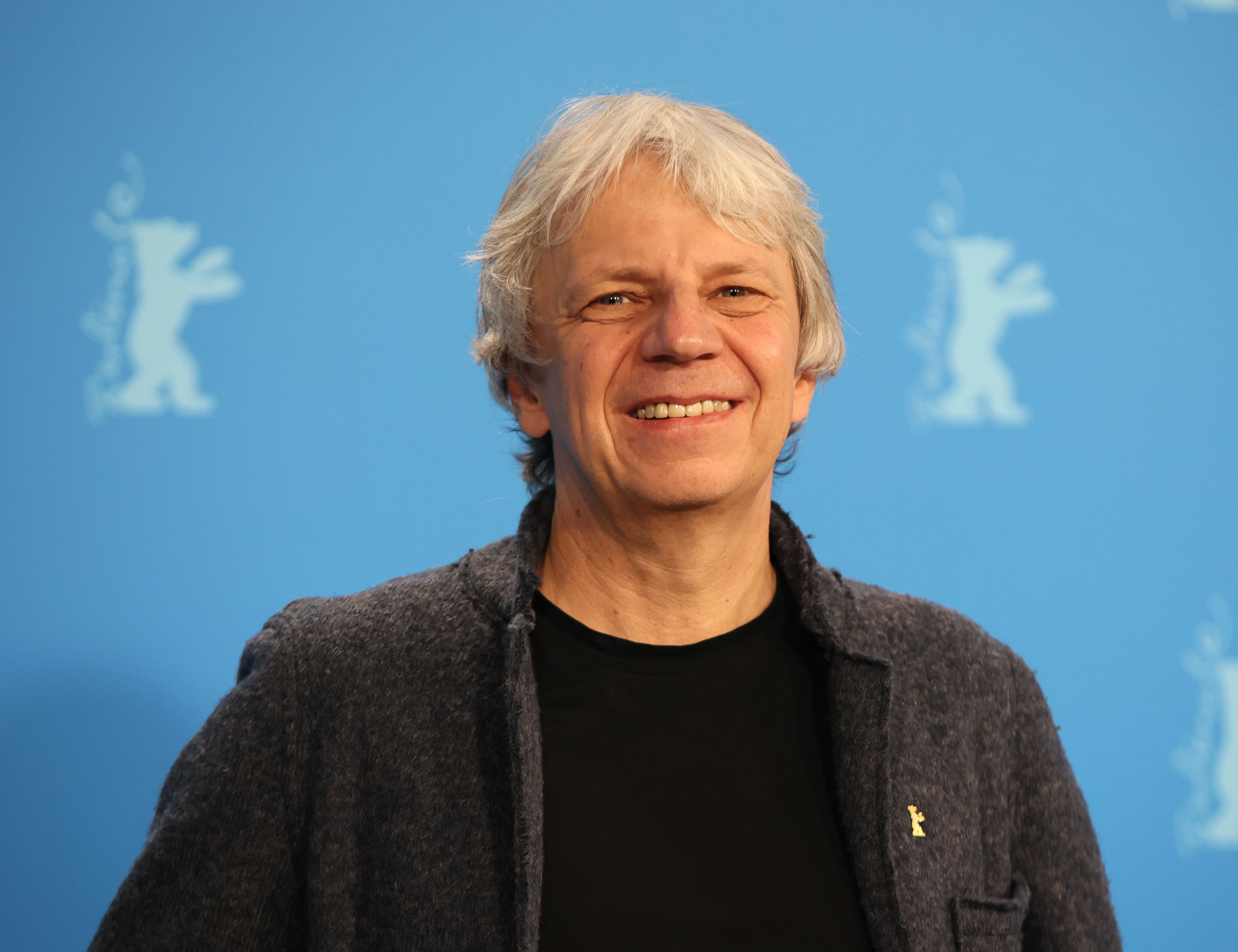
Regisseur Andreas Dresen auf der Berlinale 2022

Für Andreas Dresen ist Rabiye Kurnaz gegen George W. Bush der 27. realisierte Langfilm. Für die Hauptrollen wurden Meltem Kaptan und Alexander Scheer verpflichtet. Letztgenannter Schauspieler hatte die Titelrolle in Dresens vorangegangenem preisgekrönten Film Gundermann (2018) bekleidet. Das Drehbuch schrieb Gundermann-Autorin Laila Stieler.

### Produktionsbeteiligte und Dreharbeiten
Der Film (Arbeitstitel u. a. Rabiye Kurnaz) ist eine deutsch-französische Koproduktion der Kölner Pandora Film Produktion (Claudia Steffen, Christoph Friedel) mit Iskremas (Andreas Leusink, Andreas Dresen), Cinema Defacto (Tom Dercourt) und der ARD. Die Verantwortung liegt beim Norddeutschen Rundfunk (Christian Granderath), hinzu kommen rbb (Cooky Ziesche), Bayerischer Rundfunk (Carlos Gerstenhauer), Radio Bremen (Annette Strelow), Arte (Andreas Schreitmüller) und ARTE France Cinéma (Olivier Père, Rémy Burah).
Die Dreharbeiten fanden vom 14. Oktober bis 5. Dezember 2020 in Bremen statt. Weitere Drehorte waren Ankara, Washington, D.C., Gelsenkirchen sowie die Erlöserkirche in Bad Honnef. Als Kameramann fungierte Andreas Höfer, als Filmeditor Jörg Hauschild.

### Filmmusik und Veröffentlichung
Die Filmmusik komponierten Johannes Repka und Cenk Erdoğan. Das Album mit 13 Titeln wurde kurz vor dem deutschen Kinostart von Sonoton Music als Download veröffentlicht.
Die Filmpremiere erfolgte am 12. Februar 2022 auf der Berlinale. Am 28. April 2022 kam das Werk in die deutschen Kinos. Anfang Oktober 2022 wurde er beim Vancouver International Film Festival gezeigt.

## Rezeption

### Kritiken
Jörg Taszman von Deutschlandfunk Kultur schreibt, obwohl die Geschichte von Murat Kurnaz bereits stark medialisiert worden sei, schaffe es Regisseur Andreas Dresen, diese Geschichte noch einmal ganz neu und vor allem originell aufzurollen, und habe es erneut geschafft, sich als brillanter Geschichtenerzähler zu beweisen. Er mache aus dem Stoff eine Tragikomödie: „Es darf gelacht und geweint werden, und sein Film ist wirklich im besten Sinne populäres Kino mit viel Empathie für die Figuren.“ Andererseits sei der Film aber auch ernst und voller trauriger und nachdenklicher Momente. Neben vorzüglichen Dialogen sei Rabiye Kurnaz gegen George W. Bush auch ein politisches Lehrstück und ein Buddy-Movie, so Taszman. Auf der einen Seite spiele Meltem Kaptan diese Mutter herausragend und Alexander Scheer den Anwalt Bernhard Docke ebenso fantastisch.
Patrick Heidmann von epd Film beschreibt Rabiye Kurnaz als eine fantastische Filmheldin. Sie sei leidenschaftlich und naiv, mit ebenso viel Gerechtigkeitssinn wie Humor gesegnet, unverbogen und quirlig und damit eine Figur wie gemacht dafür, eine Feelgood-Geschichte zu schultern. Ob dieser Ansatz allerdings der richtige ist, um vom Fall Kurnaz zu erzählen, stehe auf einem anderen Blatt, so Heidmann, da sowohl Murats traumatische Erfahrungen als auch das Ausmaß des Versagens der deutschen Politik in dem Film arg an den Rand gedrängt würden. Auch der Wahrhaftigkeit seines Films tue Dresen keinen Gefallen mit Kleinigkeiten wie dem Auftreten eines fiktiven, vollkommen uncharismatischen Hollywoodstars oder einem eigenen Cameo-Auftritt als Richter am Supreme Court.
Christiane Peitz vom Tagesspiegel fragt sich in ihrer Kritik, warum Dresen über 15 Jahre nach den Ereignissen die von ihm in Interviews unmissverständlich kritisierten deutschen Politiker im Film weitgehend schont und mit Ausnahme Röwekamps die Mitverantwortlichen diskret verschweigt. So entpolitisiere der Regisseur den Politskandal zugunsten des human touch, woran auch die Informationen im Abspann nichts ändern würden.

### Auszeichnungen

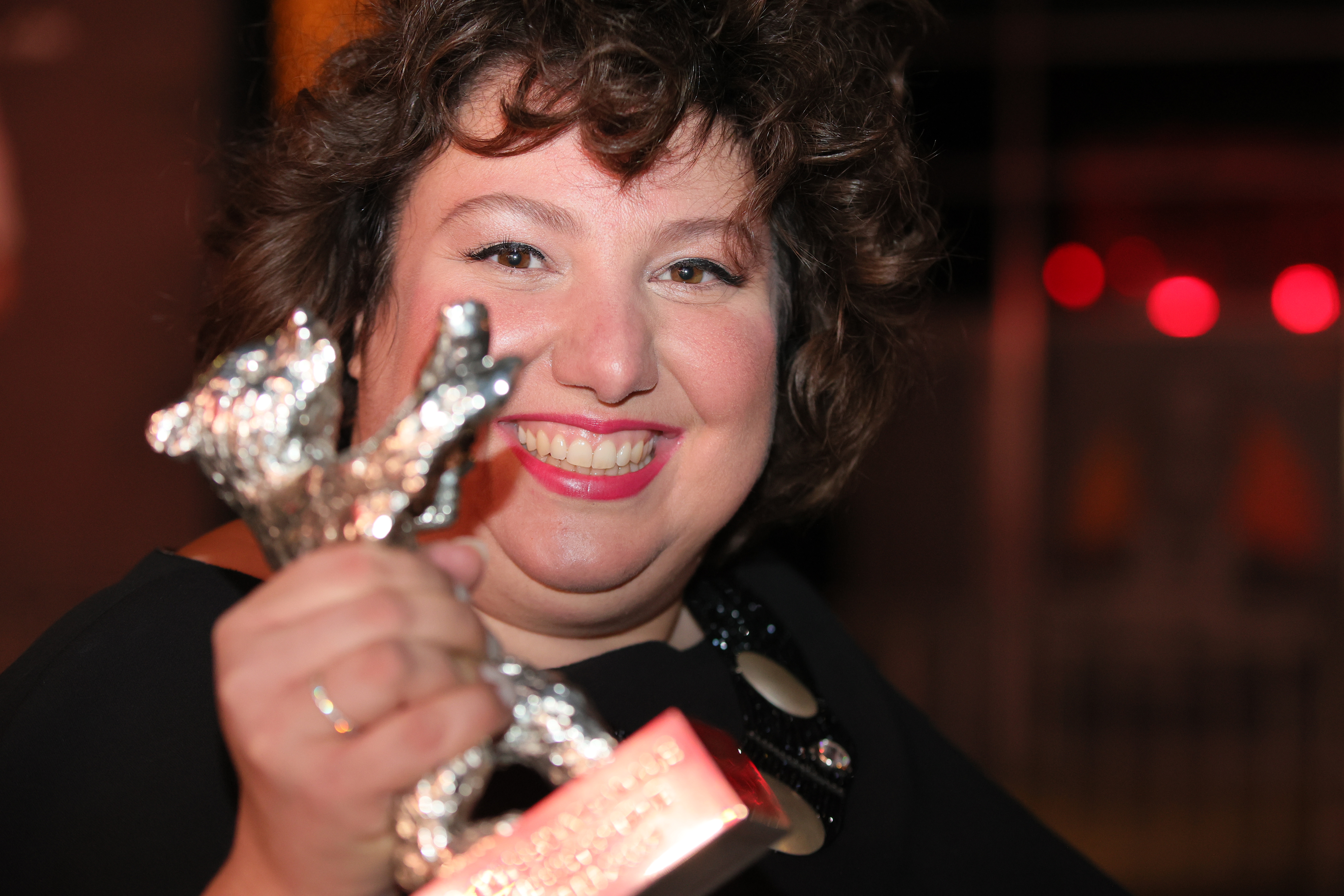
Meltem Kaptan wurde mit dem Silbernen Bären als Beste Hauptdarstellerin ausgezeichnet

Für Rabiye Kurnaz gegen George W. Bush erhielt Dresen seine vierte Einladung in den Wettbewerb um den Goldenen Bären, den Hauptpreis der Berlinale. Drehbuchautorin Laila Stieler wurde mit dem Silbernen Bären für das Beste Drehbuch und Meltem Kaptan als Beste Hauptdarstellerin ausgezeichnet. Kaptan und Nebendarsteller Alexander Scheer wurden im selben Jahr mit dem Deutschen Filmpreis ausgezeichnet.
Cairo International Film Festival 2022
- Nominierung für den Arab Critics’ Award for European Films[16]

Deutscher Filmpreis 2022
- Auszeichnung Filmpreis in Silber als Bester Spielfilm
- Auszeichnung für die Beste weibliche Hauptrolle (Meltem Kaptan)
- Auszeichnung für die Beste männliche Nebenrolle (Alexander Scheer)
- Nominierung für die Beste Regie (Andreas Dresen)
- Nominierung für das Beste Drehbuch (Laila Stieler)
- Nominierung für die Beste Filmmusik (Johannes Repka und Cenk Erdoğan)
- Nominierung für das Beste Szenenbild (Susanne Hopf)
- Nominierung für das Beste Kostümbild (Birgitt Kilian)
- Nominierung für das Beste Maskenbild (Grit Kosse und Uta Spikermann)
- Nominierung für die Besten visuellen Effekte und Animation (Thomas Loeder)

Deutscher Schauspielpreis 2022
- Beste Schauspielerin in einer dramatischen Hauptrolle (Meltem Kaptan)

Europäischer Filmpreis 2022
- Nominierung als Beste Darstellerin (Meltem Kaptan)

Friedenspreis des Deutschen Films – Die Brücke 2022
- Bester Spielfilm national